# Джирабачи
Джирабачи (кайт. Жирбачӏи, дарг. ЖирабачӀи) — село в Кайтагском районе Дагестана, административный центр Джирабачинского сельсовета. 
Возникло село в начале XII в., в 1111 году.

## География
Село Джирабачи расположено в 147 км к югу от города Махачкала, в Предгорном Дагестане, на высоте 835 метра над уровнем моря. Ближайшие населённые пункты — Трисанчи, Джурмачии, Дакниса, Гульды, Ираги, Сургия.

## Население
| 1888 | 1895 | 1926 | 1939 | 1970 | 1989 | 2002 |
| ---- | ---- | ---- | ---- | ---- | ---- | ---- |
| 466  | ↗470 | ↘451 | ↗458 | ↘430 | ↗789 | ↘557 |
| 2010 | 2021 |      |      |      |      |      |
| ↘529 | ↗661 |      |      |      |      |      |